# 2005 GA120 (planetka)
2005 GA120 je planetka patřící do Apolonovy skupiny. Spadá současně mezi objekty pravidelně se přibližující k Zemi (NEO). Její dráha však prozatím není definitivně stanovena, proto jí nebylo dosud přiděleno katalogové číslo.

## Popis objektu
Vzhledem k tomu, že byla pozorována pouze jediný den během mimořádného přiblížení k Zemi, nestihli astronomové provést spektroskopický výzkum. Proto o jejím chemickém složení není nic známo. Její průměr je odhadován na základě hvězdné velikosti a protože není známo ani albedo jejího povrchu, je proto značně nejistý.

## Historie
Planetku objevili 16. března 2005 kolem 03:12 světového času (UTC) 0,8metrovým dalekohledem vybaveným CCD kamerou na Steward Observatory na Kitt Peak astronomové A. S. Descour a R. C. Klein. Dne 6. dubna 2005 v 11:25 UTC prolétla rychlostí 12,15 km/s v minimální vzdálenosti 703 tis. km od středu Země.

## Výhled do budoucnosti
Ze znalosti současných elementů dráhy planetky vyplývá, že minimální vypočítaná vzdálenost mezi její drahou a dráhou Země činí 592 tis. km. Nejbližší větší přiblížení k Zemi na vzdálenost 6,42 mil. km se očekává 4. dubna 2059. V tomto století dojde ještě k dalším přiblížením tohoto tělesa k Zemi, a to budou méně blízké, ve vzdálenostech nad 15 mil. kilometrů, a uskuteční se v létech 2024, 2026, 2040, 2045, 2061, 2075, 2080, 2094 a 2096. Přestože patří k blízkozemním planetkám, nemůže Zemi ohrozit.